# Yarkhun
Der Yarkhun ist der rechte Quellfluss des Mastuj in der pakistanischen Provinz Khyber Pakhtunkhwa.
Der Yarkhun entsteht am Gletschermaul des Chiantargletschers. Von dort strömt er in südwestlicher Richtung durch das Bergland des Chitral-Distrikts. Die unteren 90 km folgt eine Landstraße dem Flusslauf. Bei der Kleinstadt Mastuj trifft der Laspur von links auf den Yarkhun und vereinigt sich mit diesem zum Mastuj. Der Yarkhun hat eine Länge von 130 km. Das Flusstal des Yarkhun bildet die Trennlinie zwischen Hinduraj im Osten und Hindukusch im Westen und Norden. 